# Xenylla christianseni
Xenylla christianseni är en urinsektsart som beskrevs av da Gama 1974. Xenylla christianseni ingår i släktet Xenylla och familjen Hypogastruridae. Inga underarter finns listade i Catalogue of Life.